# Humphrey va à la pêche
Pour plus de détails, voir Fiche technique et Distribution.
Humphrey va à la pêche (Hooked Bear) est un court métrage d'animation de la série Nicodème produit par les Studios Disney pour Buena Vista Film Distribution Company sorti le 27 avril 1956.

## Synopsis
L'ours Nicodème n'a pas de chance à la pêche et lorsqu'il attrape un poisson, le perd à cause de sa distraction. Il décide de s'attaquer aux prises des pêcheurs humains. Mais c'est sans compter sur le gardien Lanature qui insiste pour qu'il pêche comme un vrai ours.

## Fiche technique
- Titre original : Hooked Bear
- Autres Titres[2] :
  -  France : Humphrey va à la pêche
  -  Suède : Humphrey som fiskare, Nalles fiskafänge
- Série : Nicodème
- Scénario : David Detiege et Al Bertino
- Voix : Bill Thompson (la voix du ranger) et James MacDonald (l'ours Nicodème)
- Réalisateur : Jack Hannah
- Animateur : Bob Carlson, Al Coe, Bill Justice et John Sibley
- Layout : Yale Gracey
- Décors : Claude Coats
- Effets visuels : Dan McManus
- Musique: Oliver Wallace
- Producteur : Walt Disney
- Société de production : Walt Disney Productions
- Distributeur : Buena Vista Film Distribution Company
- Date de sortie : 27 avril 1956
- Format d'image : CinemaScope[1], couleur (Technicolor)
- Son : Mono (RCA Sound Recording)
- Durée : 6 min
- Langue : (en)
- Pays :  États-Unis

## Voix françaises
- Philippe Dumat : la voix du ranger